# Archives de Botanique
Archives de Botanique (abreviado Arch. Bot. (Paris)) fue un libro con ilustraciones y descripciones botánicas que fue escrito por el botánico francés Jean Baptiste Antoine Guillemin. Fue publicado en dos volúmenes en 1833.

## Publicación
- Volumen n.º 1, p. 1-96, 28 Jan; 97-192, 11 Feb; 193-288, 11 Mar; 289-384, 15 Apr; 385-480, 13 May; 481-576, 10 Jun.
- Volumen n.º 2, p. 1-96, 15 Jul; 97-192, 12 Aug; 193-288, 16 Sep; 289-384, 21 Oct; 385-480, 25 Nov; 481-608, 23 Dec